# Dietrich von Beringhausen

Münze mit dem Wappenbild des Abtes Dietrich von Beringhausen

Dietrich von Beringhausen (lat. Theodericus) († 1616) war ein Benediktinermönch und als Dietrich IV. von 1585 bis zu seinem Tod Fürstabt von Corvey.

## Leben
Dietrich von Beringhausen entstammte dem in der Grafschaft Arnsberg und dem Herzogtum Westfalen begüterten Adelsgeschlecht Berninghausen/Beringhausen. Er übernahm die Abtswürde 1585 von seinem Vorgänger Reiner von Bocholtz, dessen dreißigjähriges Abbatiat bereits von der Auseinandersetzung mit dem Luthertum beherrscht war, das sich seit der Mitte des 16. Jahrhunderts im stiftischen Territorium etabliert hatte. Sein mithilfe der Bursfelder Kongregation durchgeführtes Programm der Rekatholisierung hatte nur bedingt Erfolg, indem von den 37 Pfarrern seines Archidiakonatsbezirks 12 evangelisch blieben. Namentlich gelang ihm nicht die Rückgabe des Minoritenklosters in Höxter, das erst 1628 wieder dem katholischen Kultus zurückgegeben wurde. Seine Auseinandersetzung mit der weitgehend evangelischen Stadt Höxter veranlassten ihn, am 18. Januar 1604 die Stadt mit militärischer Unterstützung des Herzogs Heinrich Julius von Braunschweig-Wolfenbüttel zu besetzen und deren kalvinistischen Bürgermeister festzunehmen.
In Corvey selbst unternahm Dietrich von Beringhausen einen Umbau der Abteikirche, deren Westwerk er durch Einfügen eines Obergadens umgestaltete und mit den heutigen steilen Turmhelmen ausstattete. 1608 verfügte er den Umbau des mittelalterlichen Rathauses von Höxter zu seiner heutigen Form. 